# 1008年
| 千纪： | 2千纪 |
| 世纪： | 10世纪 \| 11世纪 \| 12世纪                                                                                 |
| 年代： | 970年代 \| 980年代 \| 990年代 \| 1000年代 \| 1010年代 \| 1020年代 \| 1030年代                              |
| 年份： | 1003年 \| 1004年 \| 1005年 \| 1006年 \| 1007年 \| 1008年 \| 1009年 \| 1010年 \| 1011年 \| 1012年 \| 1013年 |
| 纪年： | 戊申年（猴年）；契丹統和二十六年；北宋大中祥符元年；大理明應三年；越南景瑞元年；日本寬弘五年               |

## 大事记
- 其他
  - 北宋朝廷發布中國古代第一部由官方主修的韻書《廣韻》。
  - 宋真宗稱受天書，改元大中祥符，封泰山、祀汾陽，詔令丁謂修建玉清昭應宮。

## 出生
- 5月4日︰亨利一世，法國卡佩王朝國王。（1060年逝世，52岁）
- 狄青，北宋军事家（1057年去世，45岁）
- 苏舜钦，北宋诗人（1048年去世，40岁）

## 逝世
- 花山天皇：日本天皇，生于968年，40岁。